# Römervertrag

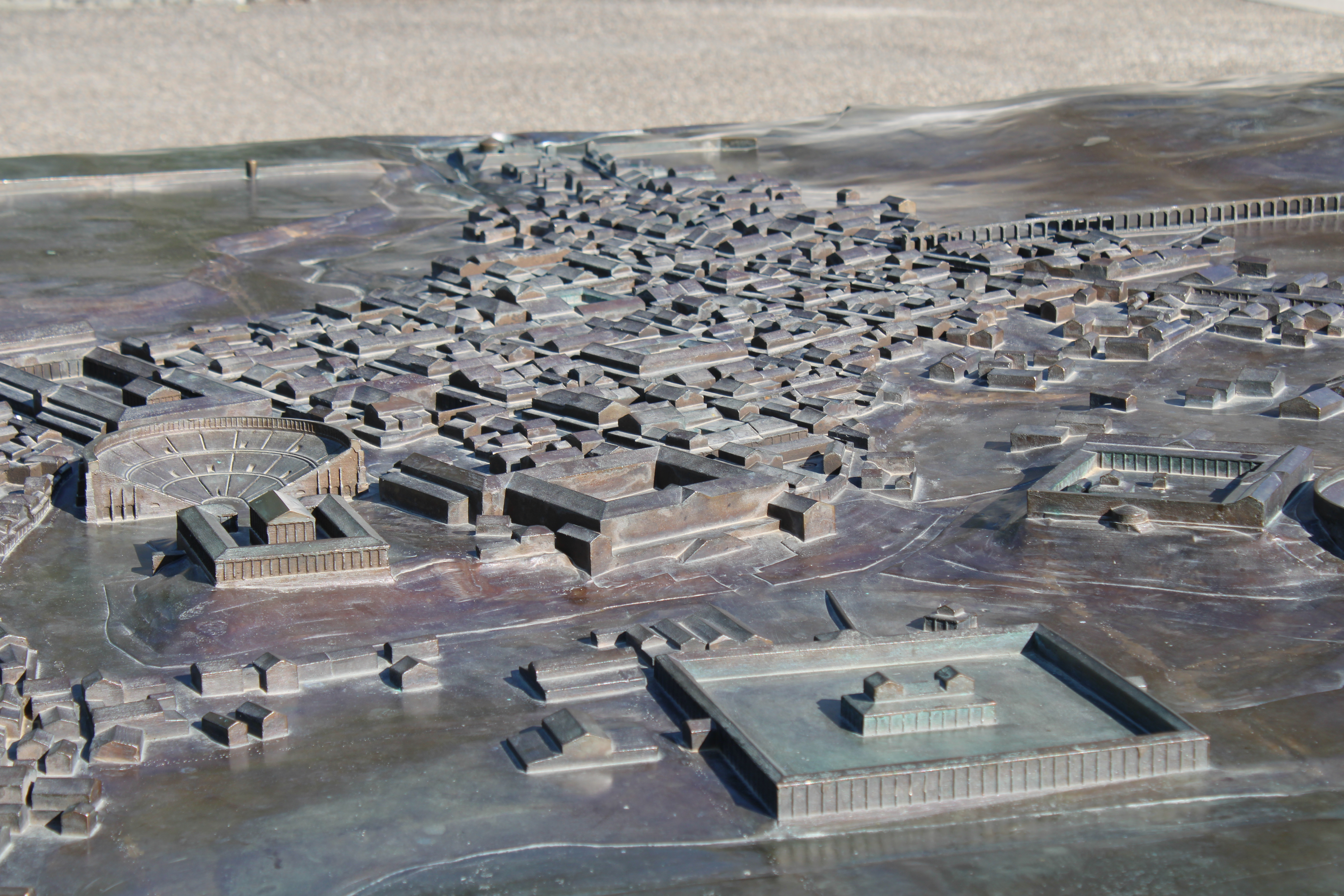
Bronzemodell der Römerstadt Augusta Raurica

Der Römervertrag ist ein interkantonales Konkordat, das seit dem 1. Januar 1975 die Zusammenarbeit zur Erforschung, Erhaltung und Vermittlung der archäologischen Stätte Augusta Raurica regelt. Vertragsparteien sind die Schweizer Kantone Basel-Landschaft, Aargau und Basel-Stadt sowie die Stiftung Pro Augusta Raurica (PAR) und die Historische und Antiquarische Gesellschaft zu Basel (HAG). Der Vertrag gilt bis heute als Modell für eine erfolgreiche kantonsübergreifende Zusammenarbeit im Bereich des Kulturerbes.

## Vorgeschichte

Luftbild des Römermuseums und des Theaters in Augst (1961)

Die archäologischen Ausgrabungen in Augusta Raurica wurden ursprünglich von der Historischen und Antiquarischen Gesellschaft zu Basel initiiert und bis 1935 finanziert und durchgeführt. In dieser Zeit erwarb die Gesellschaft mehrere bedeutende Denkmäler, darunter das Theater und den Schönbühltempel.
1935 gründete die HAG die Stiftung Pro Augusta Raurica (PAR), die dank der Unterstützung von zunächst 370 Gönnerinnen und Gönnern die archäologischen Arbeiten fortsetzen konnte. 1955 überliess der Industrielle René Clavel der Stiftung das von ihm mitgestaltete Römerhaus. Es folgte die Eröffnung des vom Kanton Basel-Landschaft gestifteten Museums im Jahr 1957. 1959 konnte die Stiftung durch eine Sammlung und eine weitere Schenkung Clavels das Areal des neu entdeckten Amphitheaters im Sichelengraben erwerben.
In den 1960er- und 1970er-Jahren führte der Bauboom in der Region zu zahlreichen Notgrabungen, die den Rahmen der finanziellen und personellen Möglichkeiten der Stiftung sprengten. Bereits ab 1961 unterstützten die Kantone Basel-Landschaft und Basel-Stadt die Stiftung finanziell. 1968 wurde Augusta Raurica vom Bundesrat offiziell als Monument von nationaler Bedeutung anerkannt, womit der Bedarf nach einer staatlich geregelten Lösung offensichtlich wurde.

## Vertragsabschluss und Inhalte
Der Römervertrag wurde 1975 zwischen den Kantonen Basel-Landschaft, Aargau und Basel-Stadt sowie der Stiftung PAR und der HAG unterzeichnet. 1998 erfolgte eine Erneuerung des Vertrags. Der Kanton Basel-Landschaft übernahm die Verantwortung für den archäologischen Betrieb.
Hauptinhalte des Vertrags:
- Der Kanton Basel-Landschaft koordiniert die archäologischen Arbeiten in Augst (BL) und Kaiseraugst (AG).
- Die Kantone Basel-Landschaft und Aargau führen jeweils auf ihrem Gebiet eigenständige archäologische Ausgrabungen durch.
- Die Ruinen der antiken Stadt werden einheitlich betreut und gepflegt.
- Der Kanton Basel-Landschaft ist für die Konservierung, Restaurierung und Verwahrung aller Funde verantwortlich.
- Das Museum in Augst dient als zentrale Institution für Sammlung, Konservierung und Zugänglichmachung der Funde.
- Die Öffentlichkeitsarbeit und Vermittlung liegen ebenfalls beim Kanton Basel-Landschaft.

Mit Abschluss des Römervertrags endete die operative Mitverantwortung seitens des Kantons Basel-Stadt. Der Kanton würdigt die nationale Bedeutung des Kulturdenkmals Augusta Raurica mit einem jährlichen Pauschalbeitrag.

## Gesetzliche Grundlagen
Die vertragliche Zusammenarbeit wird gestützt durch den Römervertrag selbst, das Archäologiegesetz des Kantons Basel-Landschaft sowie das Kulturgesetz des Kantons Aargau.

## Revision 2025
Der Römervertrag gewährleistet seit Jahrzehnten die nachhaltige Erforschung, Erhaltung und Vermittlung der Römerstadt Augusta Raurica und des Kastells Kaiseraugst. Anlässlich des 50-jährigen Bestehens nahmen die verantwortlichen Kantone und die Vertragspartner 2025 eine Totalrevision des Vertrages vor. Die Anpassung trägt den veränderten gesetzlichen und organisatorischen Anforderungen Rechnung und tritt am 1. Januar 2026 in Kraft.